# Volžskij
Volžskij è una città della Russia europea meridionale, nell'oblast' di Volgograd; è situata sulla sponda orientale del fiume Volga, vicino a dove se ne stacca il fiume Achtuba, venti chilometri a nordest di Volgograd.
Nel XVII secolo piccoli di gruppi di fuggitivi (chiamati bezrodnye, безродные) popolarono la zona, fondando un villaggio chiamato, da loro, Bezrodnoe (безроднoе). L'insediamento moderno risale invece al 1951, quando cominciò la costruzione della grande diga che ha originato il bacino artificiale. Lo status di città è del 1954.
La città ha oggi un'economia prevalentemente industriale: acciaierie, stabilimenti chimici, produzione di materie plastiche, abbigliamento sono tra le principali produzioni della città.
Tra il 1986 ed il 2001, un consorzio di società siderurgiche italiane (tra le quali l'Italimpianti, la CimiMontubi, la Convolci) è stata impegnata nella costruzione di un esteso impianto di lavorazione siderurgica che ha sede proprio a Volžskij. Per l'occasione, durante il periodo di costruzione, Volžskij ha ospitato una comunità di circa 5 000 italiani impegnati nella realizzazione del progetto.
Dal 29 marzo del 2012 fa parte della città l'ex insediamento di Krasnooktjabr'skij.

## Società

### Evoluzione demografica
Fonte: mojgorod.ru
- 1959: 67 000
- 1970: 142 000
- 1979: 209 100
- 1989: 268 800
- 2002: 313 169
- 2006: 308 500